# El Salto
El Salto – miasto w Meksyku, w stanie Durango.